# Divinyls (álbum)
Divinyls es el quinto álbum de estudio de la banda australiana de rock del mismo nombre, publicado el 29 de enero de 1990 por Virgin Records. Éste fue el álbum más exitoso de la banda, alcanzando el puesto número 5 en las listas de Australia y el 15 en Estados Unidos. Este álbum contiene también el sencillo más exitoso de la banda, «I Touch Myself», que alcanzó el número 1 en Australia, 4 en Estados Unidos y 10 en el Reino Unido.
Este álbum fue el único que grabó la banda con Virgin Records, luego de que su contrato con Chrysalis Records en el Reino Unido terminara.

## Lista de canciones
| N.º | Título                             | Escritor(es)                                    | Duración |  |
| 1.  | «Make Out Alright»                 | Christina Amphlett, Mark McEntee, Martyn Watson | 4:38     |  |
| 2.  | «I Touch Myself»                   | Amphlett, McEntee, Tom Kelly, Billy Steinberg   | 3:46     |  |
| 3.  | «Lay Your Body Down»               | Amphlett, McEntee                               | 4:51     |  |
| 4.  | «Love School»                      | Amphlett, McEntee                               | 5:23     |  |
| 5.  | «Bless My Soul (It’s Rock-n-Roll)» | Amphlett, McEntee                               | 4:00     |  |
| 6.  | «If Love Was a Gun»                | Amphlett, McEntee                               | 5:36     |  |
| 7.  | «Need a Lover»                     | Amphlett, McEntee                               | 4:50     |  |
| 8.  | «Follow Through»                   | Amphlett, McEntee                               | 4:44     |  |
| 9.  | «Café Interlude»                   |                                                 | 0:41     |  |
| 10. | «Bullet»                           | Amphlett, David Malloy, McEntee                 | 4:56     |  |
| 11. | «I’m On Your Side»                 | Kelly, Steinberg                                | 4:16     |  |

## Créditos y personal
- Chrissy Amphlett – voz
- Mark McEntee – guitarras, coros
- Benmont Tench – teclados, piano, órgano
- Randy Jackson – bajo
- Charley Drayton – percusiones, armónica
- Brian McLeod – doumbek, pandereta
- Scott Crago – percusiones
- Van Dyke Parks – arreglos en «Love School»